# Station Campo di Trens-Freienfeld
Station Campo di Trens-Freienfeld is een spoorwegstation aan de Brennerspoorlijn in de gemeente Freienfeld (Italië-Zuid-Tirol).
De stationsnaam wordt volgens de regels van Trenitalia in het Italiaans aangegeven, gevolgd door het Duits als lokale taal.